# Champforgeuil
Champforgeuil is een gemeente in het Franse departement Saône-et-Loire (regio Bourgogne-Franche-Comté). De plaats maakt deel uit van het arrondissement Chalon-sur-Saône. Champforgeuil telde op 1 januari 2022 2.616 inwoners.

## Geografie
De oppervlakte van Champforgeuil bedroeg op 1 januari 2022 7,29 vierkante kilometer; de bevolkingsdichtheid was toen 358,8 inwoners per km².

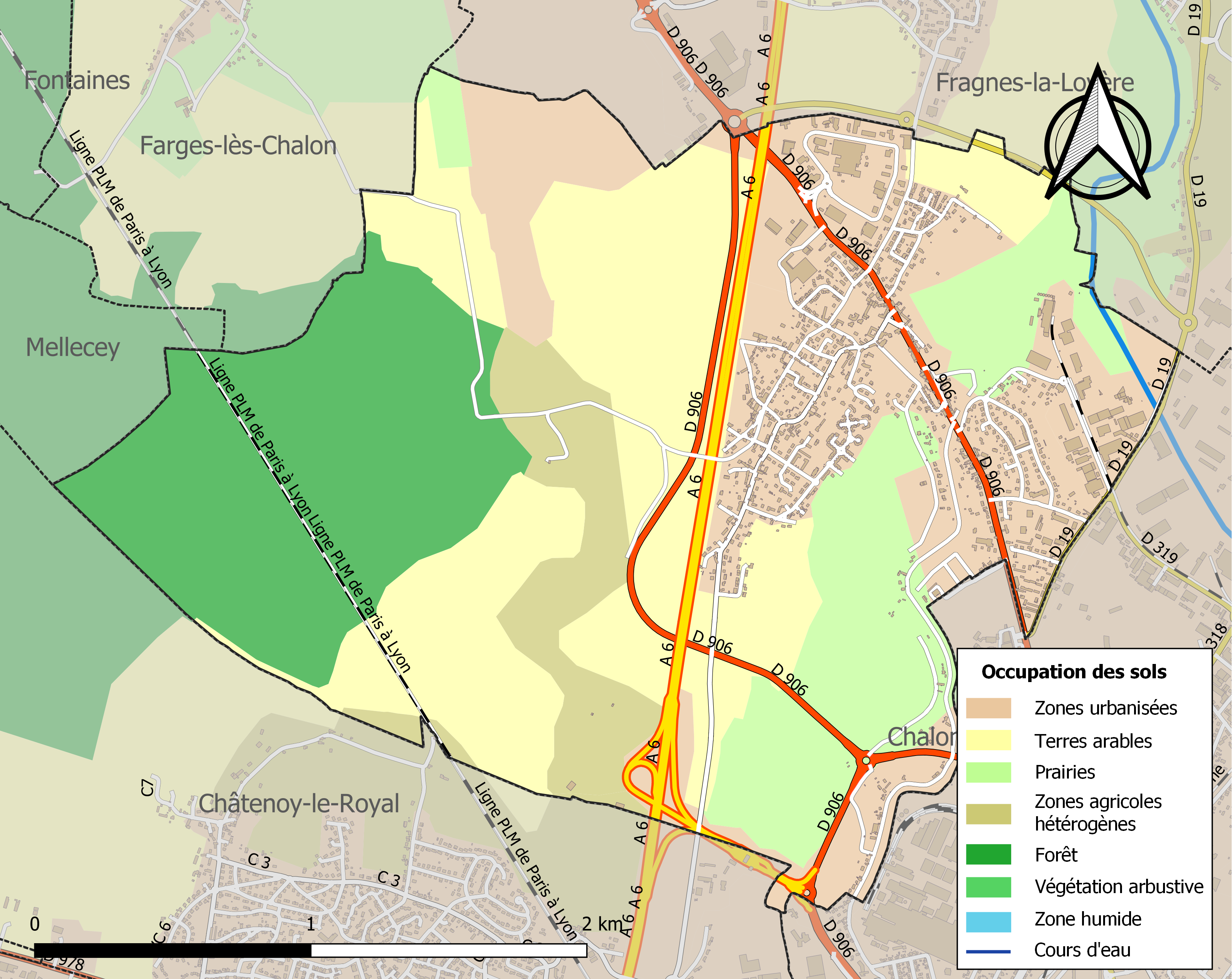
Kaart van de gemeente met de belangrijkste infrastructuur, bodemgebruik en omliggende gemeenten

## Demografie
Onderstaande figuur toont het verloop van het inwonertal (bron: INSEE-tellingen).